# Niechorze

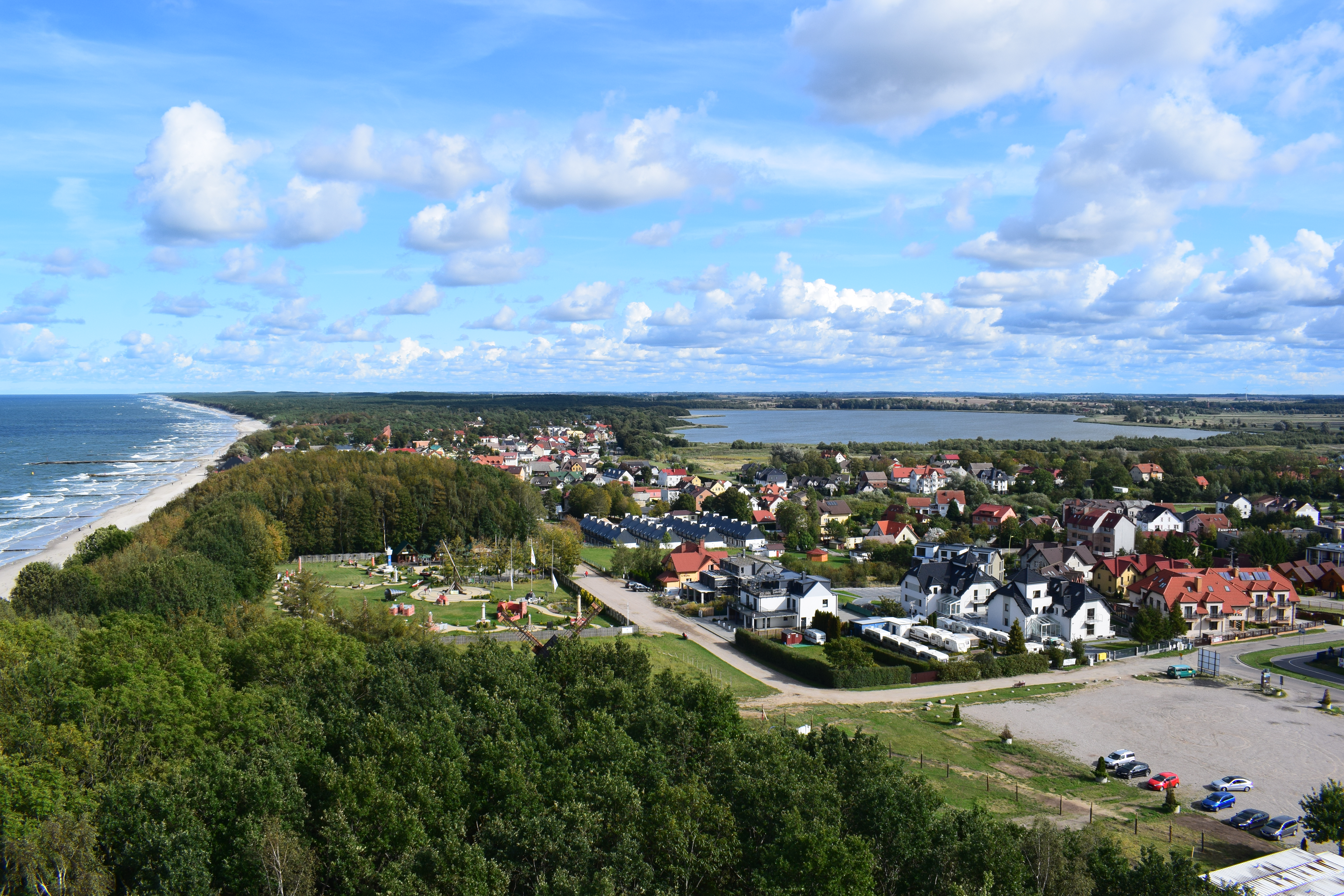
Niechorze vom Leuchtturm

Niechorze (deutsch Horst oder – bis 1945 amtlich – Horst-Seebad) ist ein Fischerdorf und Seebad in der polnischen Woiwodschaft Westpommern.

## Geographische Lage
Niechorze liegt an der Ostseeküste zwischen dem Meer und dem Eiersberger See (polnisch Liwia Łuża) in Hinterpommern. Nachbarorte sind die Dörfer Rewal (deutsch Rewahl) im Südwesten, Pogorzelica (deutsch Fischerkaten) im Nordosten und Lędzin (deutsch Lensin) im Süden. Im Süden grenzen die beiden Dörfer Groß- und Klein-Horst an weite Wiesenflächen, im Westen und Osten an Kiefernwälder und im Südosten an den zwei Kilometer langen, zum Teil verschilften Eiersberger See. Der Eiersberger See hat einen Abfluss in die Ostsee, der Liebelose genannt wurde und über den eine Straßenbrücke in Richtung Fischerkaten führt.

## Geschichte
Horst gehörte früher zu einer Vogtei. Im 15. Jahrhundert wurde der Ort einmal bekannt, weil hier eine Gruppe Greifswalder und Stralsunder Bürger im Zusammenhang mit einem Rechtsstreit eine Jagdgesellschaft des Herzogs Erich II. gefangen genommen hatte. Über den Eklat verfasste der zeitgenössische Greifswalder Bürgermeister Heinrich Rubenow einen Bericht in Versform.
Horst bestand ursprünglich aus den beiden Dörfern Groß-Horst und Klein-Horst, die zum Domkapitel Cammin gehörten. Im Jahr 1784 war Groß-Horst ein Bauerndorf mit acht Halbbauern, drei Kossäten und einem Schulmeister und hatte 14 Feuerstellen. Außer Landwirtschaft wurde Fischerei im Eiersberger See (Liwia Łuża) betrieben. Zur gleichen Zeit war Klein-Horst ein Fischerdorf mit 22 Fischerkaten, einem Schulmeister und 23 Feuerstellen.
Die beiden Dörfer wurden in den 1930er Jahren zu dem Badeort mit dem amtlichen Namen Horst-Seebad zusammengelegt. Seine Eignung als Seebad verdankt die Ortschaft nicht zuletzt hohen Lehmufern, die sie gegen Westwinde schützen.
Zwischen den beiden Weltkriegen hatten sich im Nachbardorf Fischerkaten, das über die Liebelose-Brücke zu erreichen ist, vor allem Berliner Bürger Ferienhäuser errichten lassen.
Gegen Ende des Zweiten Weltkriegs wurde Horst-Seebad im Frühjahr 1945 von der Roten Armee besetzt. Nach Kriegsende wurde der Ort unter polnische Verwaltung gestellt und wurde nach Vertreibung der deutschen Einwohner umbenannt und erhielt den polnischen Namen Niechorze. Er gehört zur Landgemeinde Rewal.

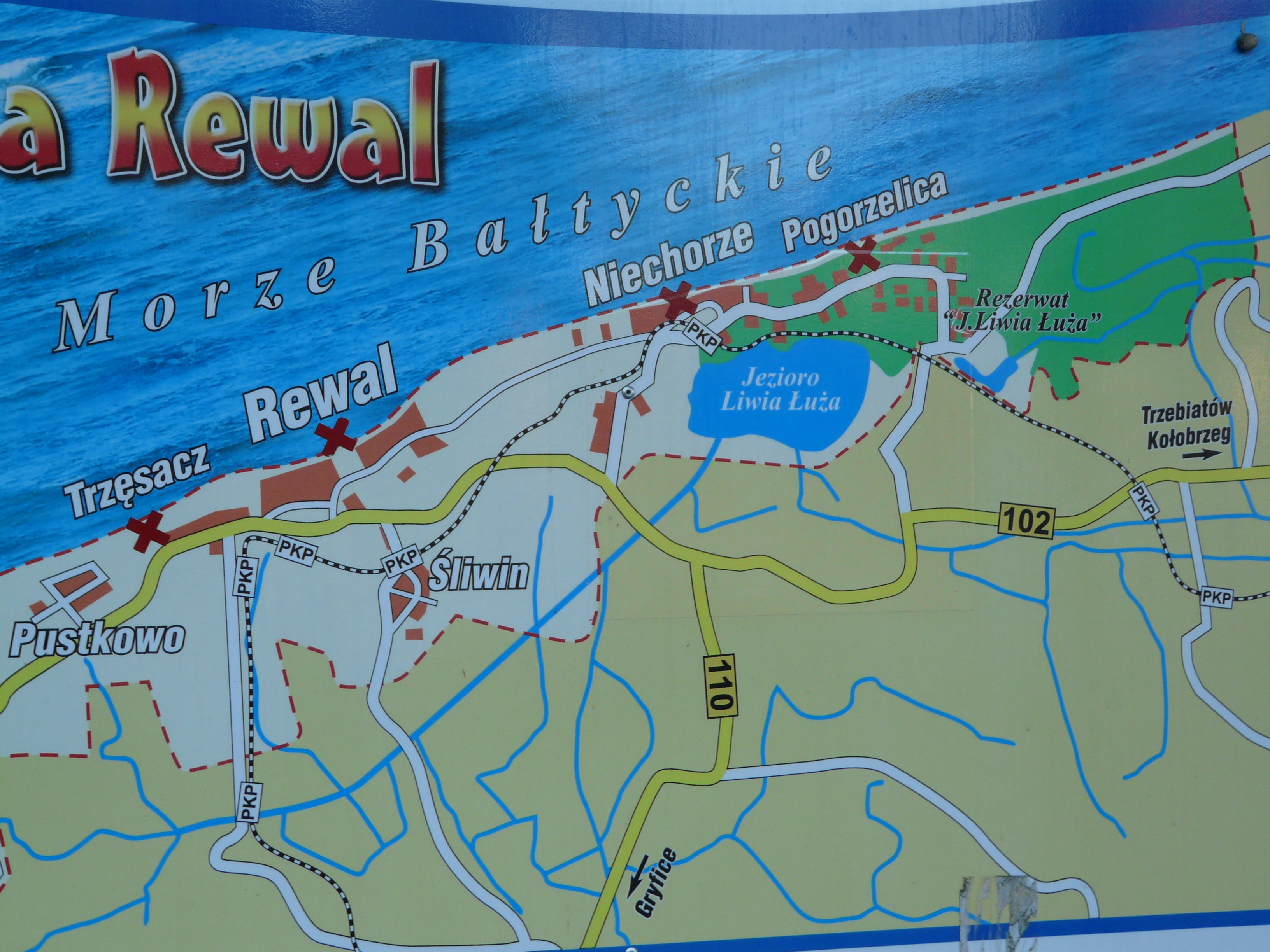
Seebad und seine Umgebung
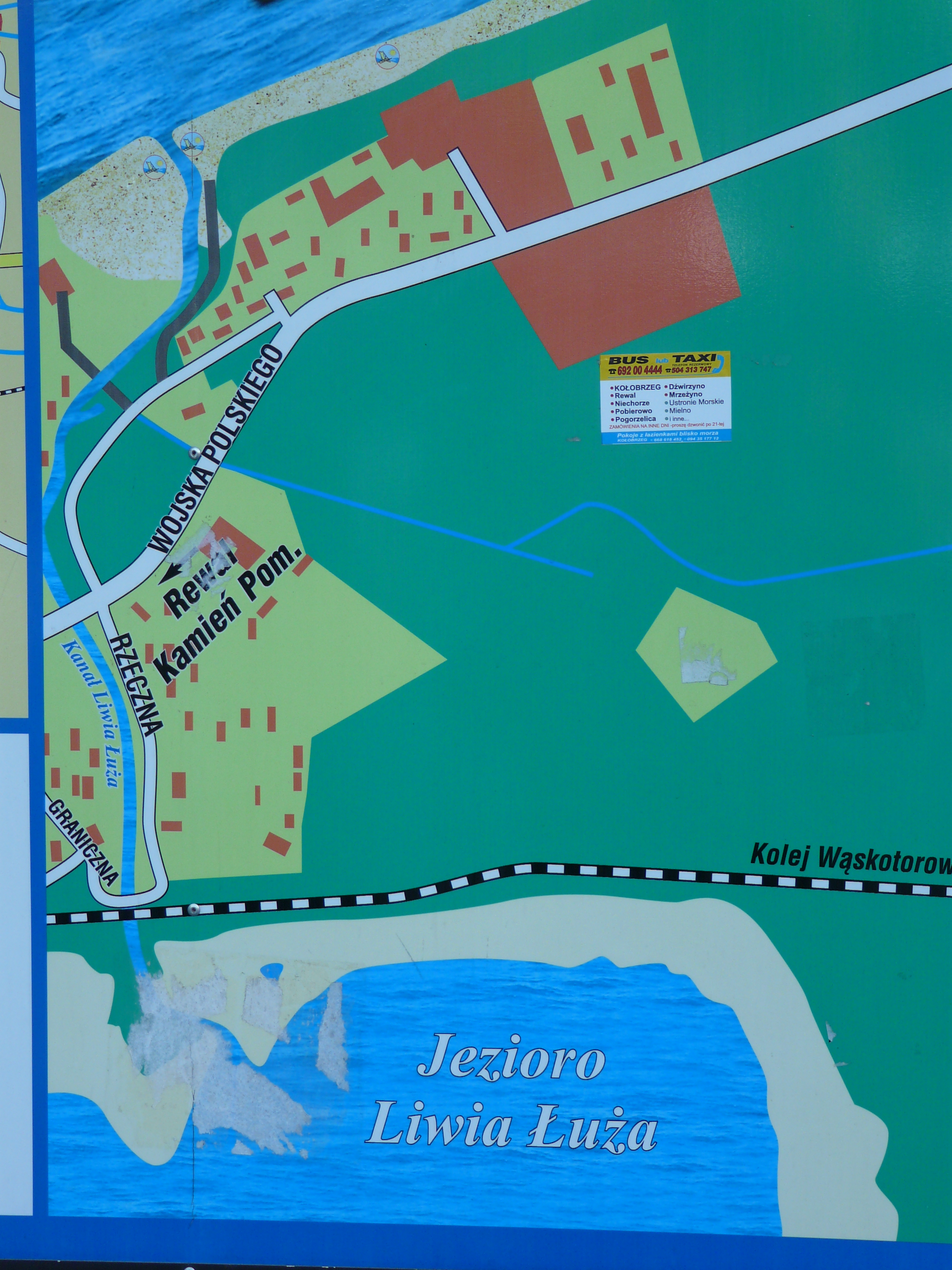
Eiersberger See (Liwia Łuża) mit dem Abflusskanal Liebelose
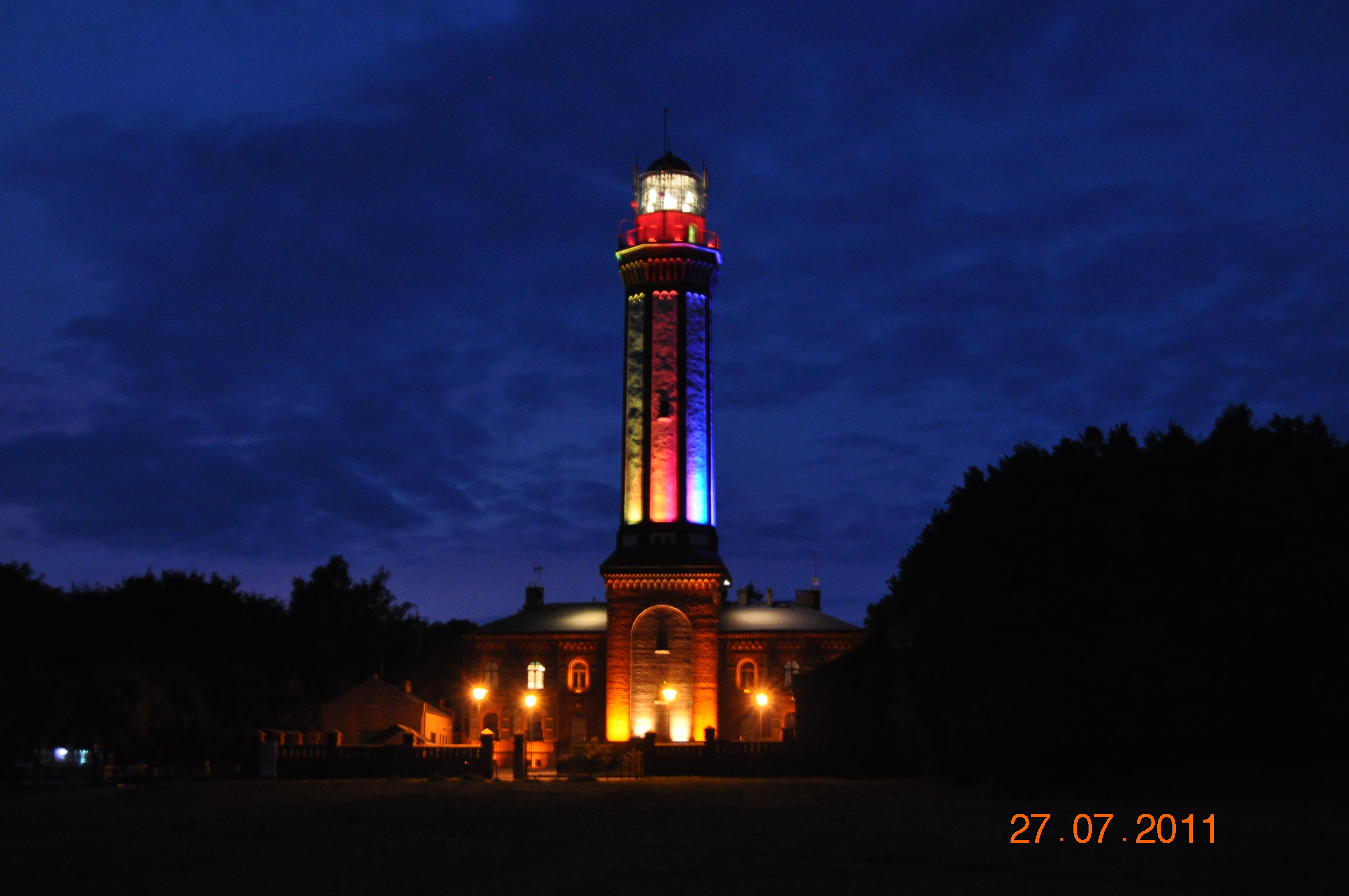
Leuchtturm bei Nacht
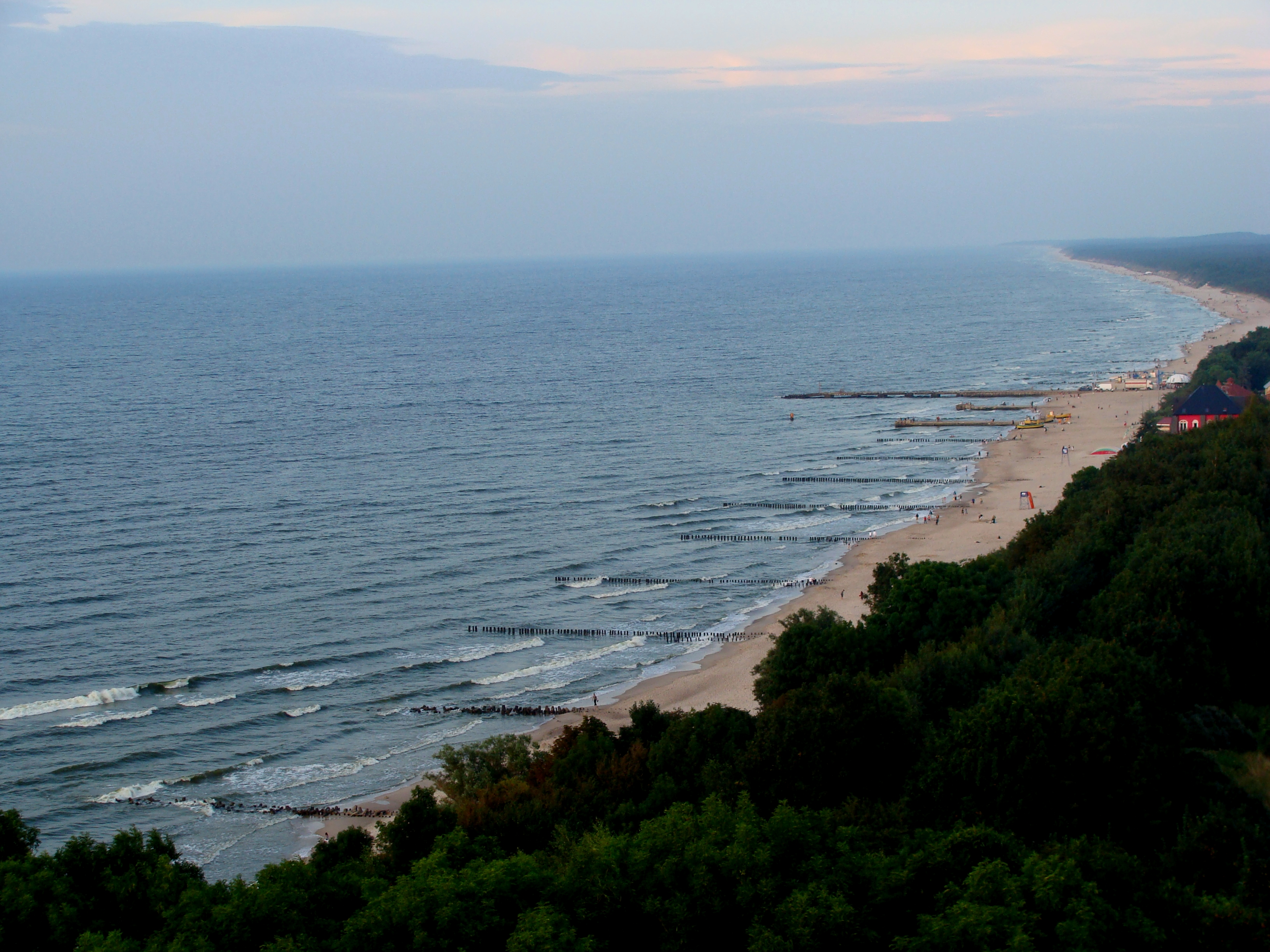
Küste vom Leuchtturm in Richtung Kołobrzeg.
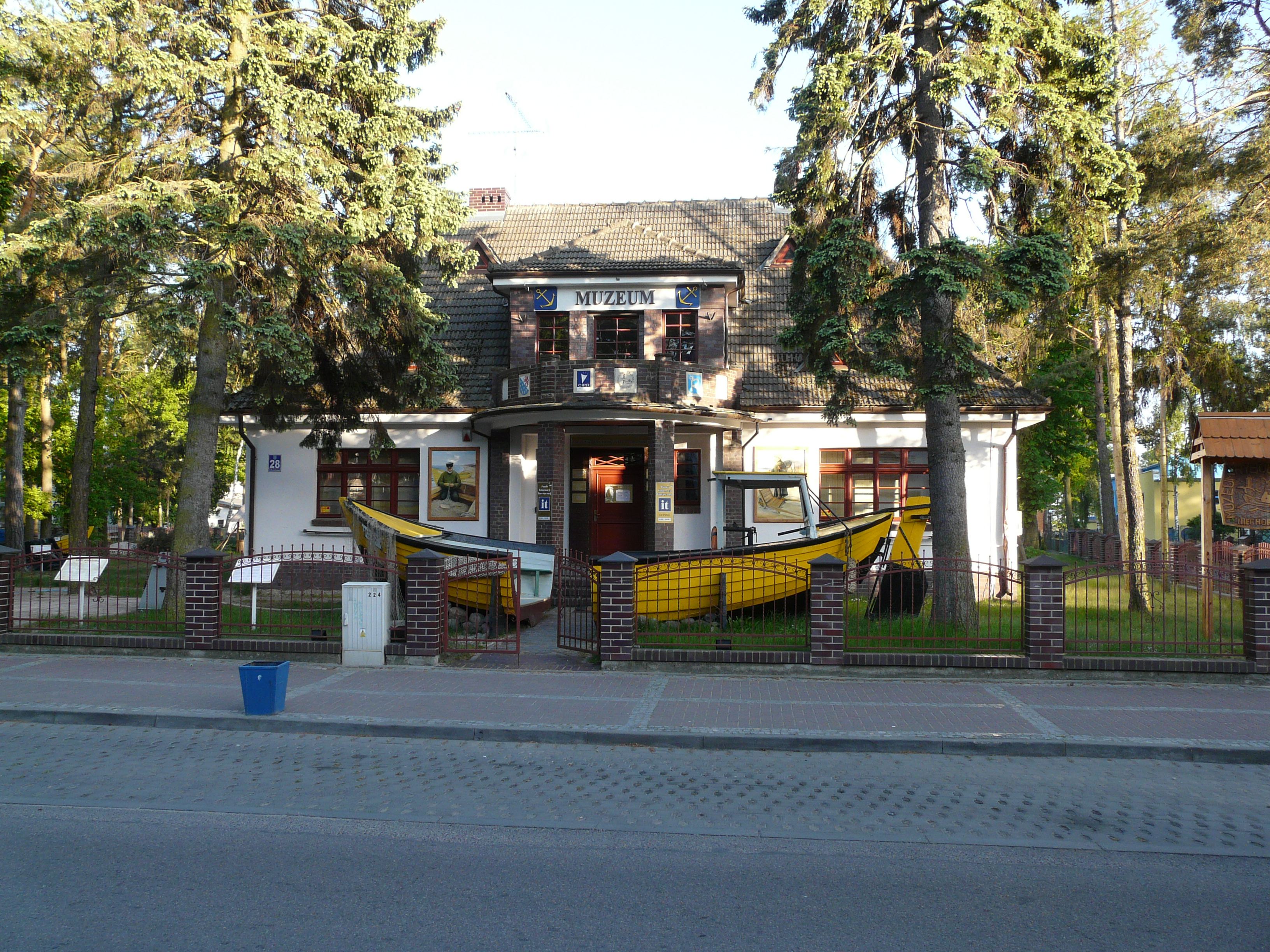
Fischereimuseum
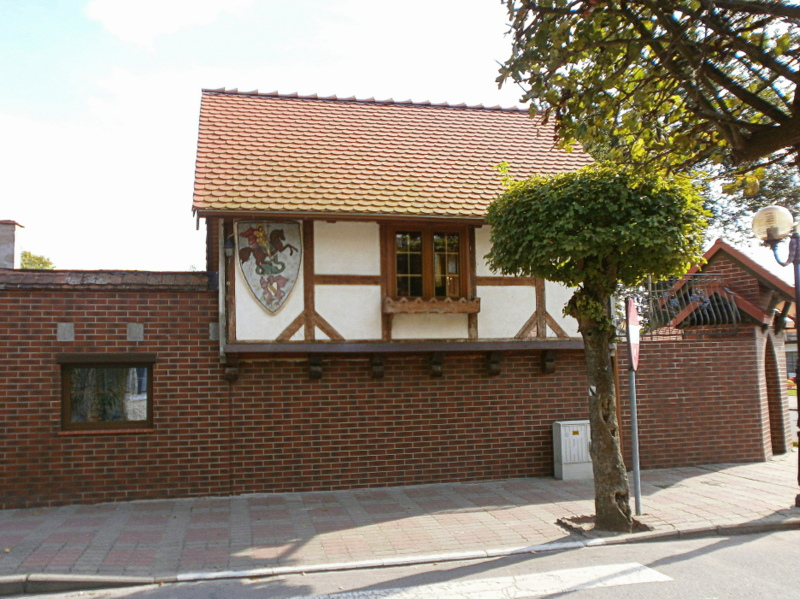
Parkowastraße
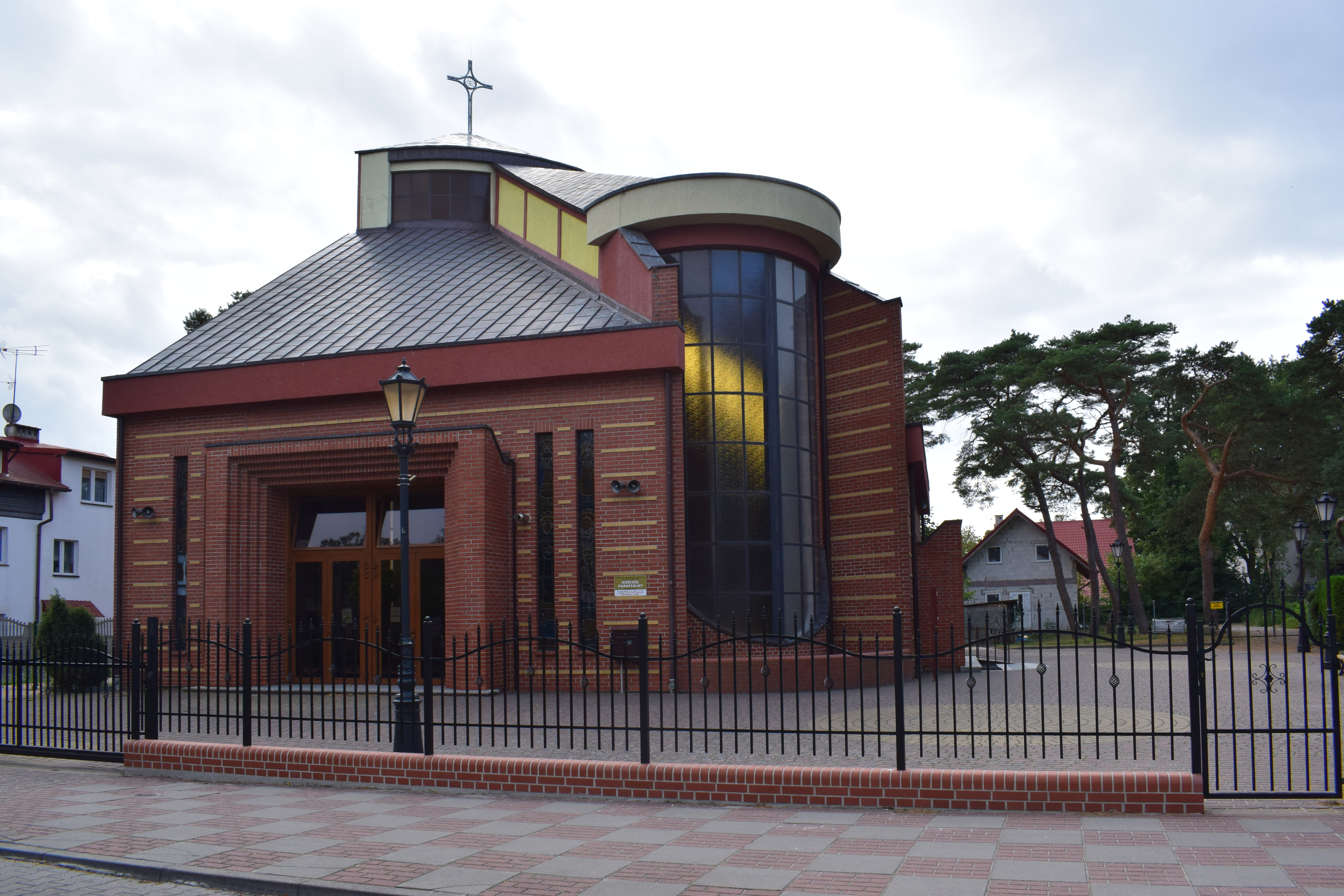
Stanislauskirche

Niechorzes Struktur als Fischerdorf blieb erhalten. Ab den 1990er Jahren wurden zahlreiche Hotels und Ferienanlagen gebaut, so dass ein Ferienbereich entstand, der etwa fünf- bis achtmal so groß wie das alte Dorf ist.

## Infrastruktur und Umgebung

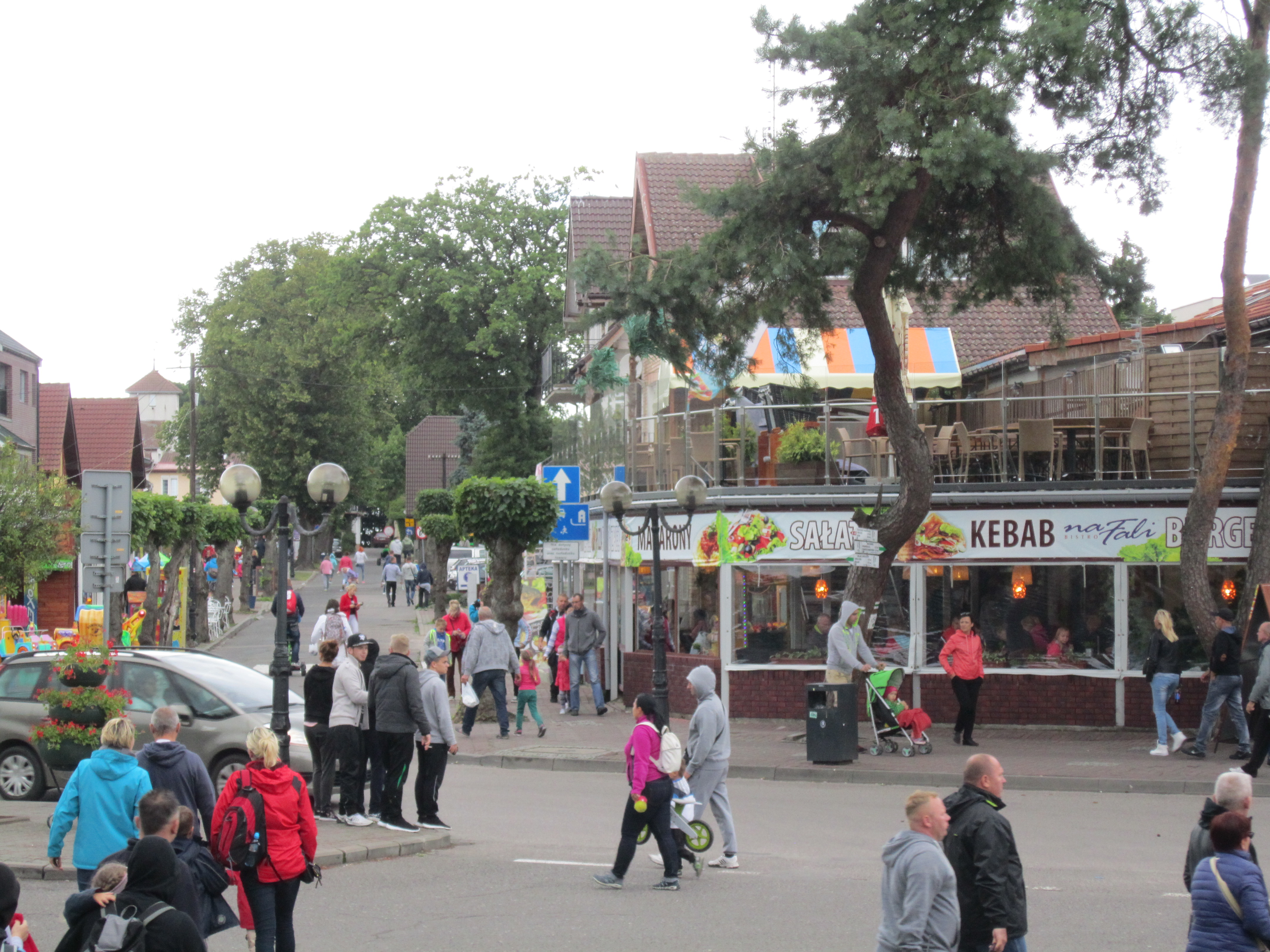
Tourismus im Ortszentrum 2015

Niechorze hat eine Infrastruktur mit einigen Hotels, Pensionen, Fremdenzimmern in Privathäusern und einem Camping-Platz. Am östlichen Dorfrand befindet sich ein Fischereimuseum. Es gibt einen modernen Sportplatz mit Kunstrasen, einen Park mit mehreren Fahrgeschäften sowie das 2009 eingeführte Fahrradverleihsystem „Rewal Bike System“.
Im Osten des Dorfs hört das hohe Steilufer, das sich von Dziwnówek (deutsch Klein-Dievenow) her an der Ostseeküste entlangzieht, vollständig auf und geht in gewöhnliche Dünenbildung über.

## Verkehr

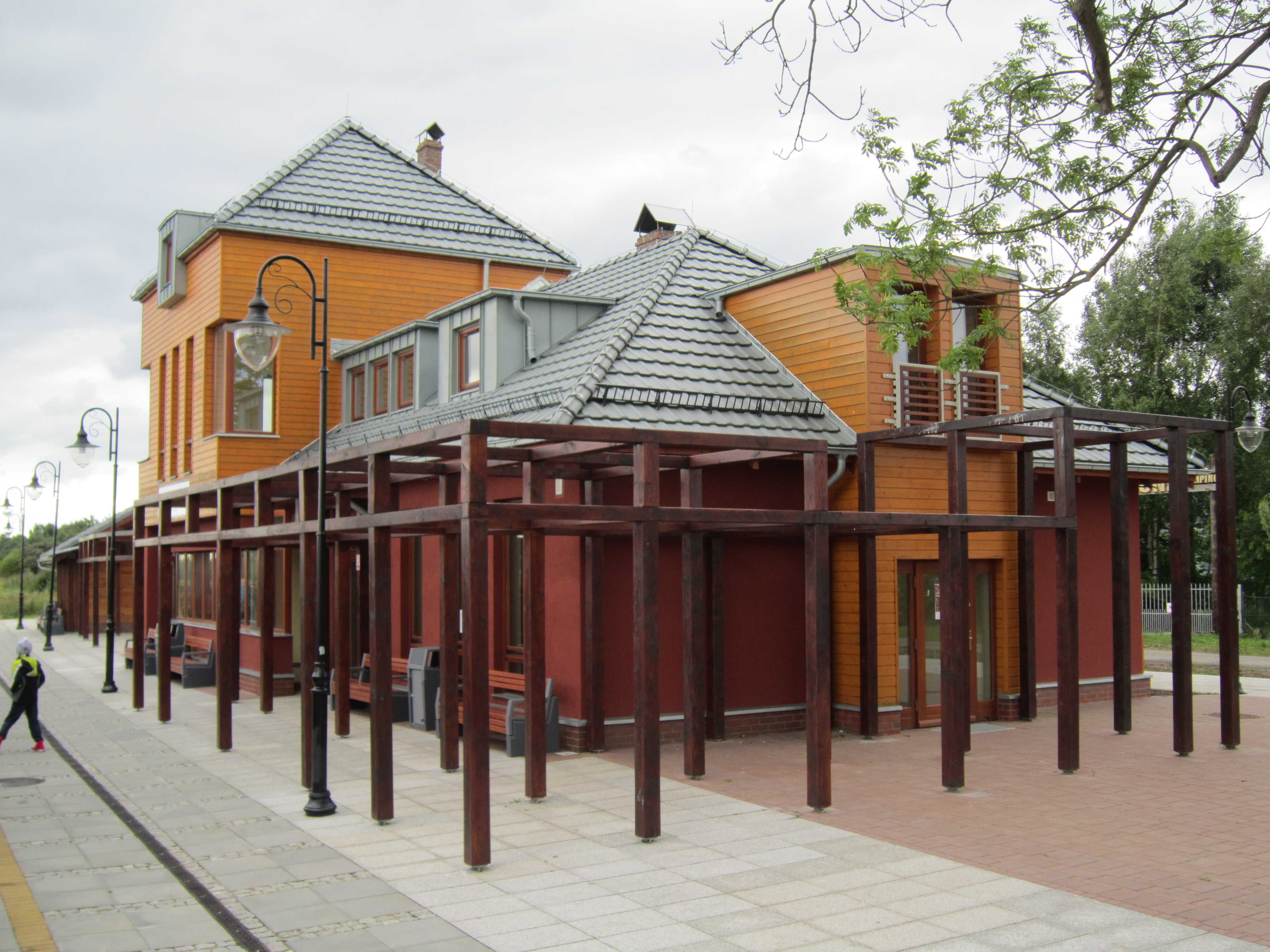
Bahnhof Niechorze Latarnia (Leuchtturm Horst)

Die Ortschaft liegt ca. 2 Kilometer nördlich der Wojewodschaftsstraße 102, die von Świnoujście (Swinemünde) nach Trzebiatów (Treptow a. d. Rega) führt. Die Greifenberger Kleinbahn der Stadt Greifenberg führt von 1896 bis 1905 als Schmalspurbahn mit 750-mm-Spur, seither mit einer 1000-mm-Spur am südlichen Rand der Ortschaft entlang. Dort befindet sich der mit EU-Mitteln 2011 renovierte Bahnhof der Strecke, die nur noch im Museumsbetrieb befahren wird.

## Entwicklung der Einwohner- und Gästezahlen
| Jahr      | 1821                                  | 1870                                   | 1905 | 1910               | 1923               | 1925                                                     | 1933 | 1938 | 1939 |
| --------- | ------------------------------------- | -------------------------------------- | ---- | ------------------ | ------------------ | -------------------------------------------------------- | ---- | ---- | ---- |
| Einwohner | 052 (Groß Horst) und 90 (Klein Horst) | 140 (Groß Horst) und 150 (Klein Horst) | 350  | 400 1873 Badegäste | 400 3000 Badegäste | 373 (Gemeinde Groß Horst) und 265 (Gemeinde Klein Horst) | 774  | 850  | 805  |

| Jahr      | 2006 | 2007 | 2008 | 2009 | 2010 | 2011 | 2012 | 2013 | 2021 |
| --------- | ---- | ---- | ---- | ---- | ---- | ---- | ---- | ---- | ---- |
| Einwohner | 0904 | 0933 | 936  | 932  | 953  | 983  | 980  | 979  | 940  |

## Persönlichkeiten
- Paul Berndt (1879–1941), deutscher Marineingenieur-Offizier, zuletzt Vizeadmiral (Ing.) der Reichsmarine, geboren im damaligen pommerschen Groß-Horst

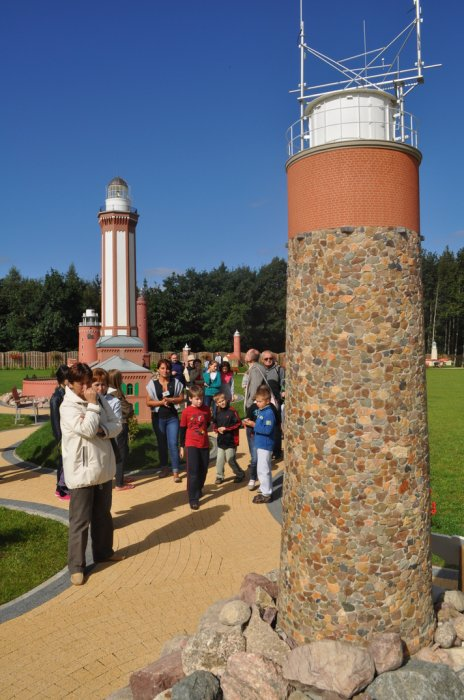
Miniaturenpark

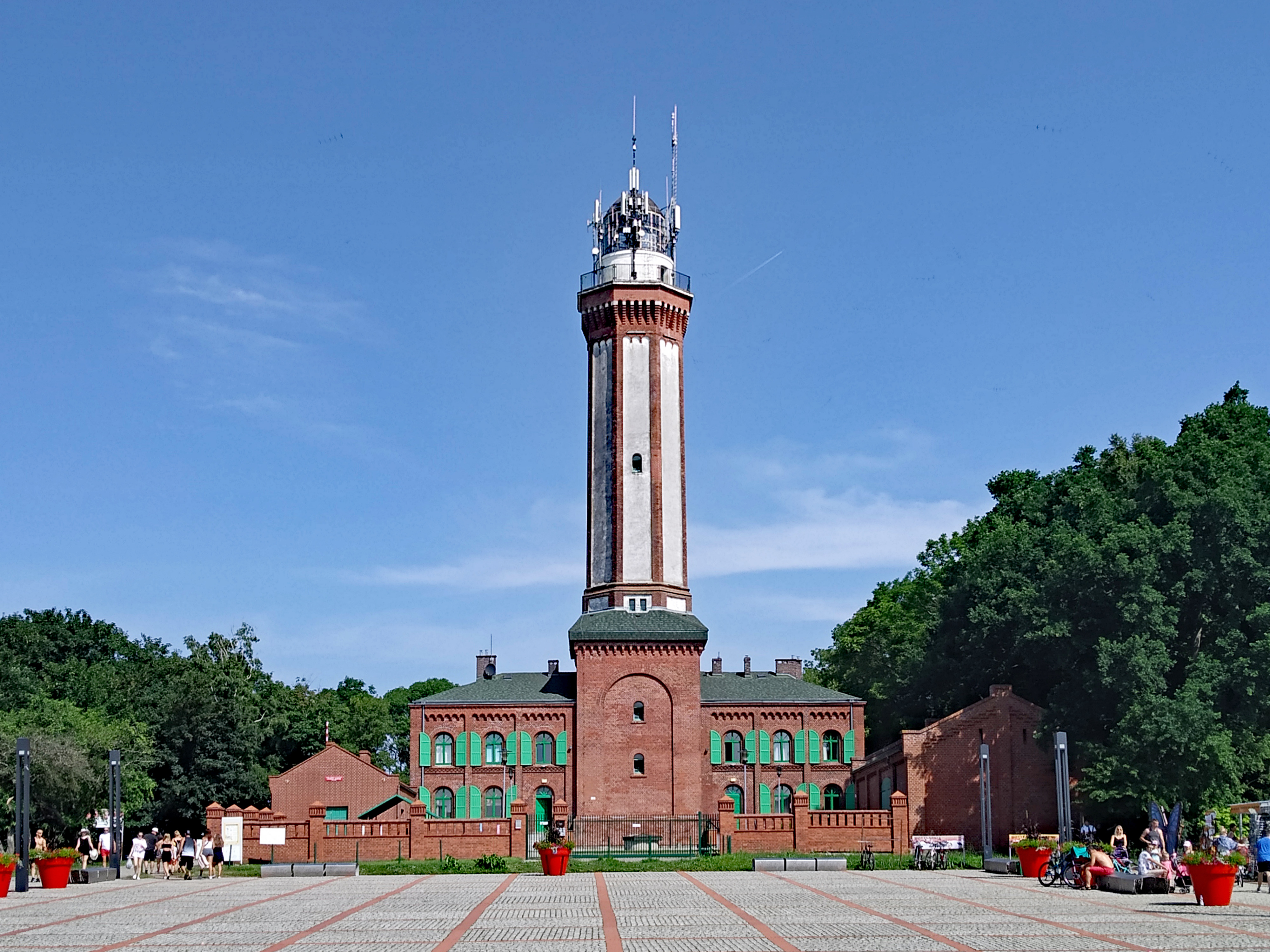
48 Meter hoher Leuchtturm, seit 1866 das Wahrzeichen von Horst

## Sehenswürdigkeiten

### Bauwerke, Natur
- Fischereimuseum, mit im Garten aufgebockten Booten und Fischkuttern
- Wanderdünen, an der Küste östlich des Dorfes
- Schmetterlingshaus
- Wachsfigurenmuseum
- Miniaturenpark mit Modellen polnischer Leuchttürme, die entsprechend ihrem realen Standort richtig in Südwest-Nordost-Richtung angeordnet sind[14]

### Leuchtturm Niechorze
Wahrzeichen von Niechorze ist der auf dem höchsten Punkt des bewaldeten Steilufers errichtete 45 Meter hohe Leuchtturm. Sein Bau, der insgesamt 56.600 Taler kostete, wurde durch Ministerial-Erlass vom 15. Mai 1863 beschlossen, und er wurde am 1. Dezember 1866 in Betrieb genommen. Er ist durch wasserbauliche Schutzvorrichtungen vor Unterwaschungen geschützt. Zu seiner Laterne (Blinkfeuer) führt eine steile Treppe mit 200 Stufen. Von seiner Galerie aus beträgt die Sichtweite bei durchschnittlichen Sichtverhältnissen rundum etwa 50 Kilometer. Bei besonders guter Sicht ist am Horizont in der Ostsee die 85 Kilometer entfernte dänische Insel Bornholm zu erkennen.